# Eumeta minuscula
Eumeta minuscula är en fjärilsart som beskrevs av Butler 1881. Eumeta minuscula ingår i släktet Eumeta och familjen säckspinnare. Inga underarter finns listade i Catalogue of Life.